# Liste der Bodendenkmäler in Zwiesel
Auf dieser Seite sind die Bodendenkmäler in der niederbayerischen Stadt Zwiesel zusammengestellt. Diese Tabelle ist eine Teilliste der Liste der Bodendenkmäler in Bayern. Grundlage ist die Bayerische Denkmalliste, die auf Basis des Bayerischen Denkmalschutzgesetzes vom 1. Oktober 1973 erstmals erstellt wurde und seither durch das Bayerische Landesamt für Denkmalpflege geführt wird. Die folgenden Angaben ersetzen nicht die rechtsverbindliche Auskunft der Denkmalschutzbehörde.

## Bodendenkmäler in Zwiesel

### Bodendenkmäler in der Gemarkung Klautzenbach
| Lage                    | Objekt                                                     | Akten-Nr.     | Bild |
| ----------------------- | ---------------------------------------------------------- | ------------- | ---- |
| Klautzenbach (Standort) | Spätmittelalterlich-frühneuzeitliche Goldseifenhügel.      | D-2-6945-0003 |      |
| Klautzenbach (Standort) | Spätmittelalterlich-frühneuzeitliches Goldseifenhügelfeld. | D-2-6945-0060 |      |

### Bodendenkmäler in der Gemarkung Rabenstein
| Lage                  | Objekt | Akten-Nr.     | Bild |
| --------------------- | --- | ------------- | ---- |
| Rabenstein (Standort) | Untertägige Befunde des Mittelalters und der frühen Neuzeit der abgegangenen Rabensteiner Glashütte.         | D-2-6945-0014 |      |
| Rabenstein (Standort) | Untertägige Befunde der frühen Neuzeit der abgegangenen zweiten Rabensteiner Glashütte am alten Hüttenbachl. | D-2-6945-0015 |      |
| Rabenstein (Standort) | Untertägige Befunde der frühen Neuzeit der abgegangenen Rabensteiner Glashütte Althütte.                     | D-2-6945-0016 |      |
| Rabenstein (Standort) | Frühneuzeitliche Wüstung Althütte.                                                                           | D-2-6945-0045 |      |
| Rabenstein (Standort) | Mittelalterlich-frühneuzeitliches Goldseifenhügelfeld.                                                       | D-2-6945-0055 |      |

### Bodendenkmäler in der Gemarkung Zwiesel
| Lage               | Objekt | Akten-Nr.     | Bild |
| ------------------ | --- | ------------- | ---- |
| Zwiesel (Standort) | Untertägige Befunde des Mittelalters und der frühen Neuzeit im historischen Stadtkern von Zwiesel. | D-2-6945-0049 |      |
| Zwiesel (Standort) | Untertägige Befunde des Mittelalters und der frühen Neuzeit im Bereich der abgegangenen Pfarrkirche St. Nikolaus mit zugehörigem, aufgelassenen Friedhof sowie der abgegangenen Sebastianikapelle in Zwiesel. | D-2-6945-0050 |      |
| Zwiesel (Standort) | Untertägige Befunde der frühen Neuzeit im Bereich der Katholischen Kirche Mariä Namen in Zwiesel, darunter die Spuren von Vorgängerbauten bzw. älteren Bauphasen.                                             | D-2-6945-0051 |      |

### Bodendenkmäler in der Gemarkung Zwieslerwaldhaus
| Lage                        | Objekt                                                 | Akten-Nr.     | Bild |
| --------------------------- | ------------------------------------------------------ | ------------- | ---- |
| Zwieslerwaldhaus (Standort) | Mittelalterlich-frühneuzeitliches Goldseifenhügelfeld. | D-2-6945-0054 |      |